# Gunter

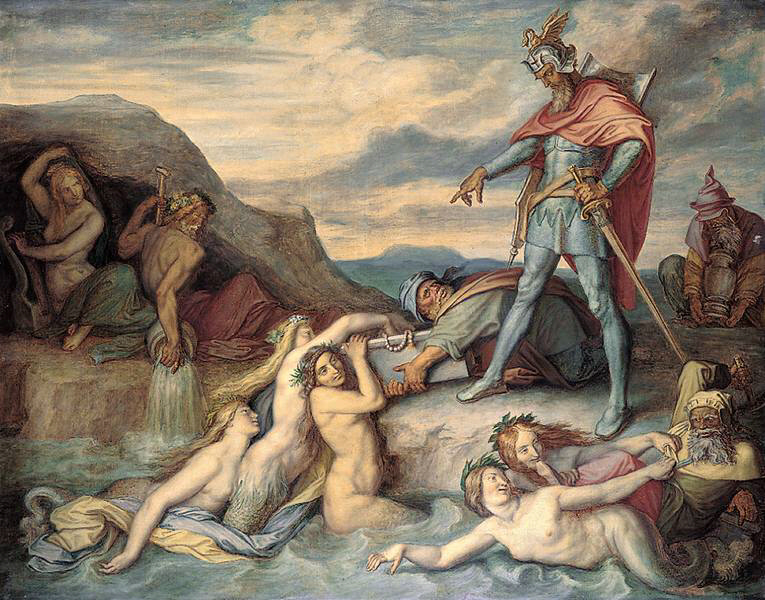
Pintura de Peter von Cornelius de un tema del Cantar de los nibelungos: Gunter manda a Hagen que devuelva el oro al Rin. 1859.

Gunter (Gunther o Gunnar) es un personaje de la leyenda épica germánica, el Cantar de los nibelungos. Es el ficticio rey de Borgoña, y su castillo estaba en la ciudad de Worms, a orillas del Rin.